# Boom! Boom! Boom! (álbum)
Boom! Boom! Boom!, es el nombre del segundo álbum del grupo estadounidense The Kelley Deal 6000, siendo el primero; Go to the sugar altar (álbum). Además, este fue el último álbum de la banda de rock alternativo, teniendo más éxito en 1998, ya que fue publicado en 1997.

## Lista de canciones
1. "Shag" – 2:26
2. "Future Boy" – 2:11
3. "Baby I'm King" – 3:27
4. "When He Calls Me Kitten" – 3:23
5. "Brillo Hunt" – 3:34
6. "Box" – 2:24
7. "Stripper" – 2:02
8. "Where Did The Home Team Go" – 3:58
9. "Confidence Girl" – 2:39
10. "Total War" – 1:53
11. "Scary" – 3:11
12. "My Boyfriend Died" – 2:42
13. "Drum Solo" – 0:28
14. "Skylark" – 4:06
15. "Get the Writing off My Back" – 2:44

## Vocalistas
- Kelley Deal
- Nick Hook
- Jimmy Flemion
- Dave Shouse

## Curiosidades
Este  álbum fue teniendo éxito a partir de 1998, llegando a  Inglaterra,  Canadá y varios países más como  Argentina y  Sudáfrica. Además, se encuentra el tema "When He Calls Me Kitten" que fue muy reconocido y apareció como uno de los temas principales de  May (película), en el año 2002, que fue protagonizada por  Angela Marie Bettis, Jeremy Sisto y  Anna Faris, también se escucha "Where Did The Home Team Go" en una de las escenas principales de la película.